# ベレッタM9
ベレッタM9（Beretta M9）は、アメリカ軍向けに調達されたベレッタ92F拳銃、及び民間向けモデルの製品名である。米軍での制式名称はPistol, Semiautomatic, 9mm, M9（9mm半自動拳銃M9）。1985年、アメリカ軍の制式拳銃として採用された。
M9は、1980年代に行われたM1911の後継装備の選定の際、その他の多くの拳銃を破り、また同様に高く評価されていたSIG SAUER P226にもわずかにコスト面で優れるとして採用に至った。正式な運用は1990年から始まった。一方、その他の拳銃、例えばSIG Sauer P228なども、特別な用途のために少数調達された。
M9はアメリカ陸軍のFuture Handgun System（FHS）に基づいて更新される予定だったが、この計画は後にSOF Combat Pistol programと統合され、Joint Combat Pistol計画（JCP）に改変された。その後、JCPはCombat Pistol（CP）に改称され、拳銃の調達数は大幅に削減された。アメリカ陸軍、海軍、空軍、海兵隊では、M9をSIG SAUER M17およびM18で更新している。

## 歴史

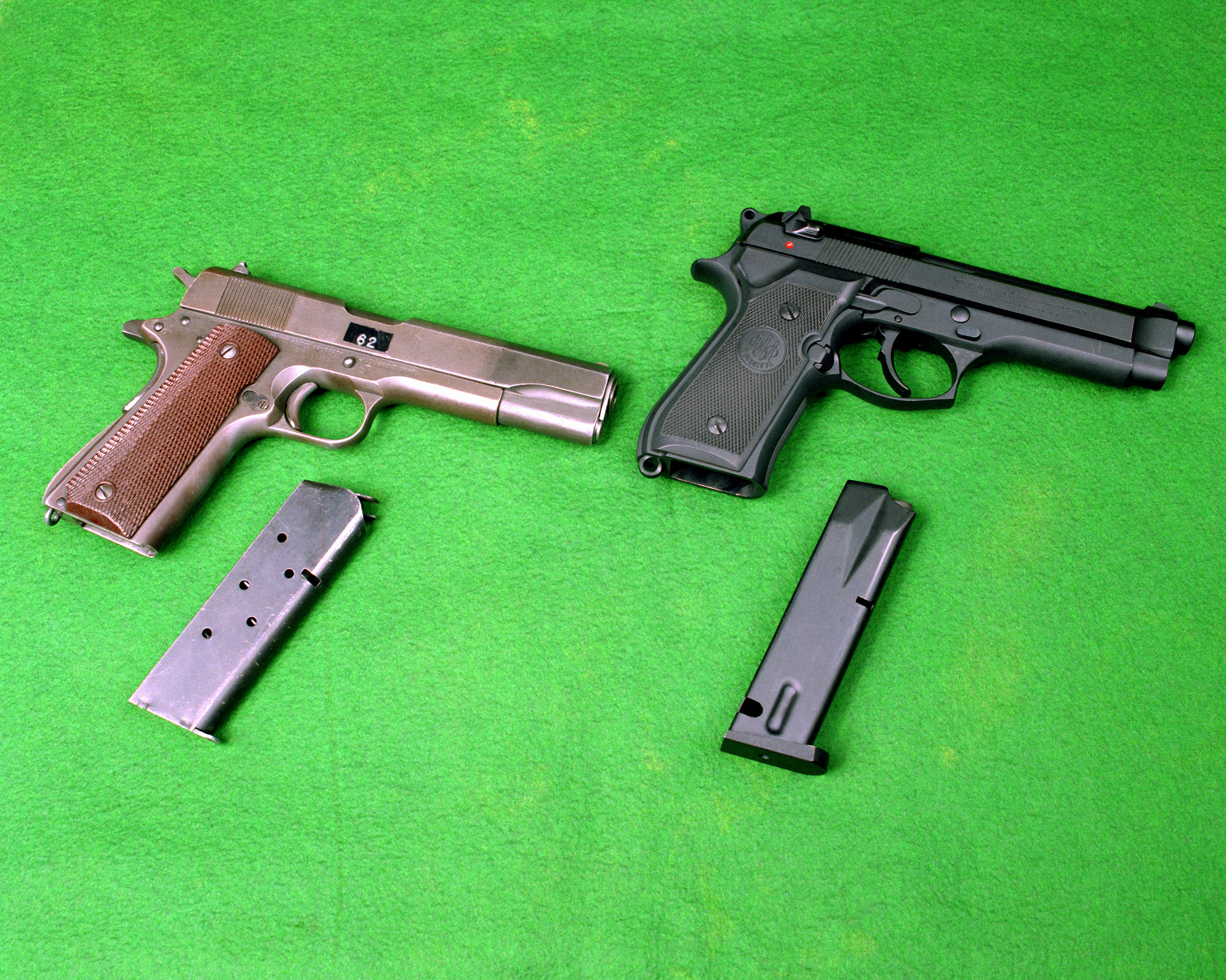
マガジンを取り外したM1911A1および初期型M9

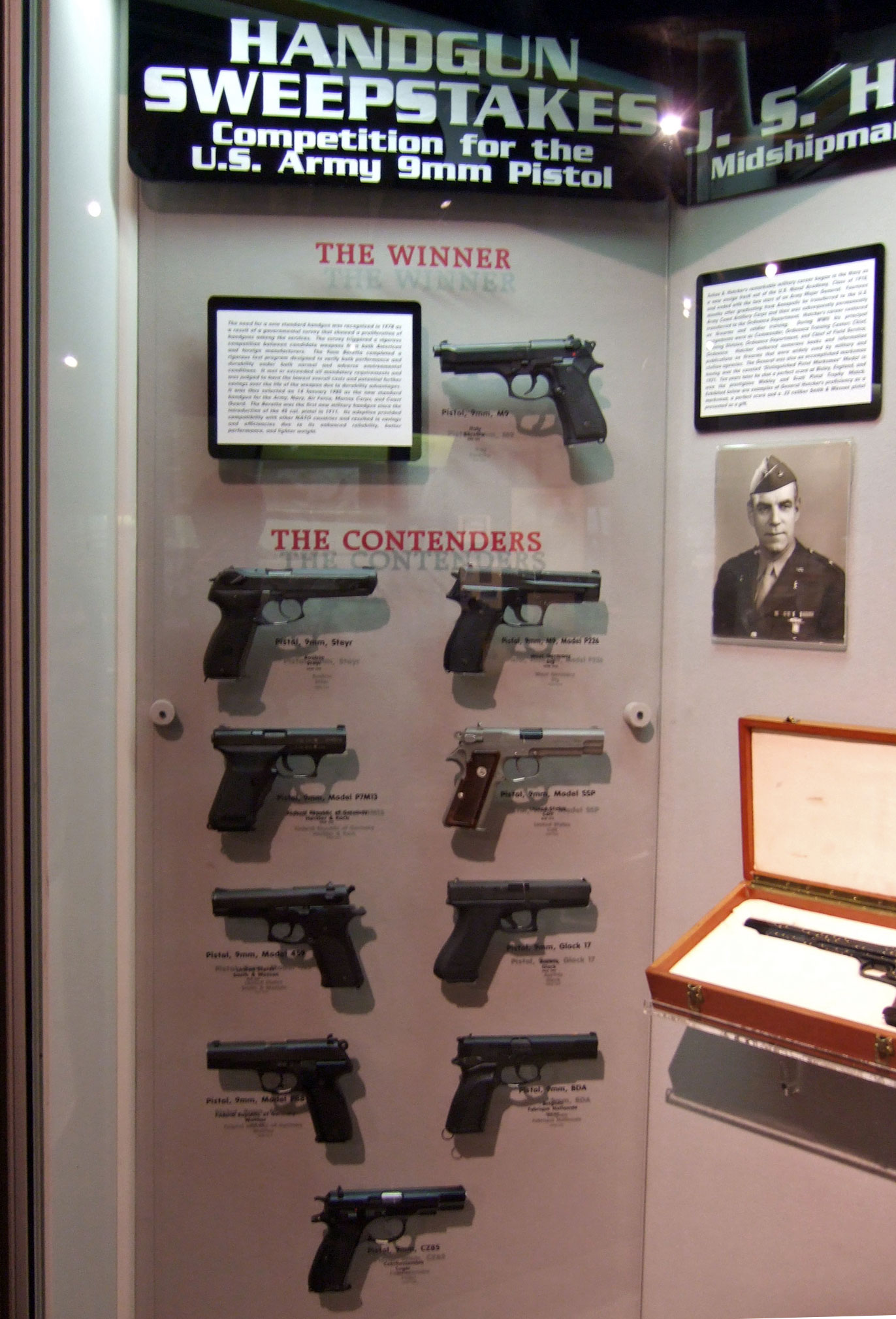
有力候補とされた10種類の拳銃。このうちベレッタ92Fが米陸軍の9mm拳銃として選ばれた

1970年代、空軍を除くアメリカ全軍においては、.45ACP弾仕様のM1911拳銃を採用していた。空軍では.38スペシャル弾仕様の回転式拳銃が配備されており、同じ拳銃は一部の犯罪捜査担当部局や憲兵隊、空軍ICBM担当職員でも使われていた。また、戦闘地域で任務につく、あるいは核兵器運用に携わる全軍の航空機乗員にも配備されていた。
その後、国防総省では、5軍で配備する拳銃の統一を決定した。主に地上戦に携わる軍種での大きな論争を招いたが、老朽化したM1911のフレームの交換品の調達を回避すること、ヨーロッパにおける対ソビエト連邦戦争の勃発を想定し、NATO標準拳銃弾による兵站の簡素化を行うことを目的とした方針であると最終的には理解された。1979年、Joint Service Small Arms Program（JSSAP）に基づいてM1911拳銃の後継装備の検討が始まった。使用弾はNATO標準化協定（STANAG）に準拠する9x19mm弾とされた。1980年、コルト、スミス&ウェッソン（S&W）、ワルサー、ステアー、ファブリック・ナショナル（FN）、ヘッケラー&コッホ（H&K）などから提出された候補を破り、ベレッタ製の92S-1が選ばれた。
しかし、陸軍はこの結果に異議を唱え、陸軍主導の新たなテストが行われることとなった。1984年、S&W、ベレッタ、シグ・ザウエル、H&K、ワルサー、ステアー、FNの製品が参加する新たなトライアルが行われ、再びベレッタが選ばれた。しかし、1988年にはさらにXM10コンペに基づく2つの限定的なトライアルが行われた。この中で設計の変更が行われたが、最終的にはやはりベレッタが選ばれた。
拳銃の選定が始まった1979年、ホルスターメーカーのビアンキ・インターナショナル社は、次期拳銃の採用に向けて、多機能な軍用拳銃ホルスターの設計に着手した。こうしてジョン・ビアンキとリチャード・ニコラスが手掛けたホルスターには、M12ホルスターという名称が与えられた。1985年、ベレッタ92SFと共に採用され、長年に渡って全軍で使用されることとなる。

## 技術

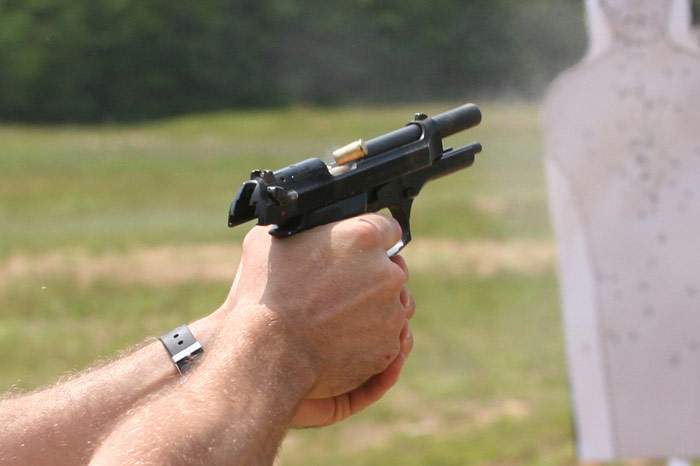
発砲中のM9。薬莢が排出されている

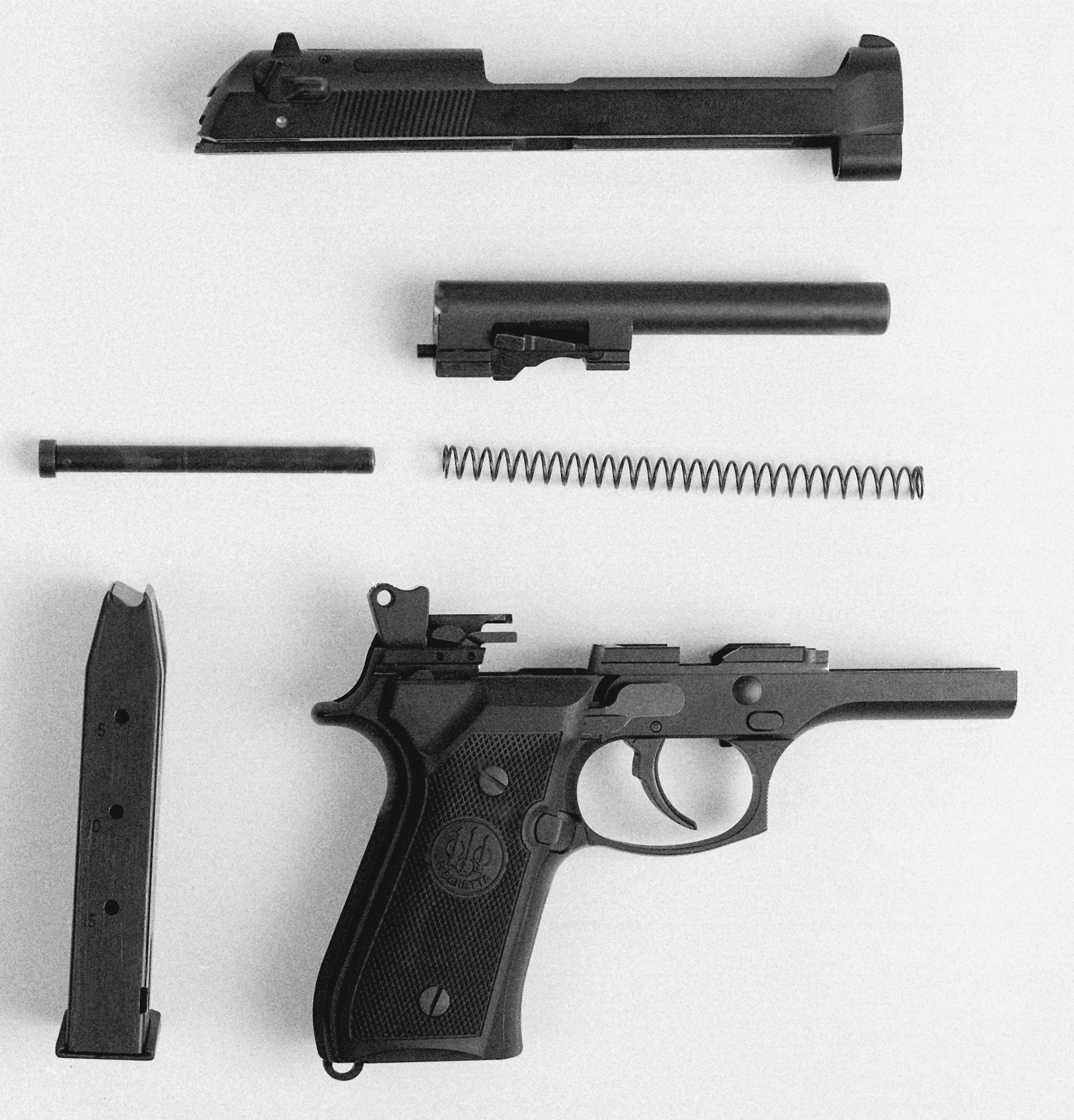
フィールドストリッピングを行ったM9

M9は、 ショートリコイル、半自動 、シングルアクション/ダブルアクション両用の拳銃で、射手の利き手に関わらず操作できるリバーシブルマガジンリリースボタンを備え、給弾は15連発の複列式箱型弾倉から行う。ホルスターにはビアンキ製M12が用いられるが、その他のホルスターの使用例も多い。オリジナルの92Fからの主な変更点として、次のようなものがある。
- 政府機関による大規模な整備を容易にするため、全ての部品に交換時の互換性を100%持たせた。
- トリガーガードの前方が四角形になった。白兵戦の際、射手および銃自体を保護することを目的とする[6]。この形状のため、狙いを定める際に人差し指を掛けて銃を保持することができると示唆する者もいるが、銃器トレーナーでベレッタの協力者でもあるアーネスト・ラングドン（Ernest Langdon）は、そのような構え方は不適切だとしている[7]。
- 照準時に構えやすいよう、グリップが後方に沿った形状に改められた。
- 腐食を防ぐため、銃口部にハードクロームメッキが施された。
- スライド部にブルニトン（Bruniton）と呼ばれる表面加工が施された。従来のプレーンブルーフィニッシュよりも耐食性に優れるとされた。

スライド下部の溝に重なる形で配置された大型のハンマーピンも変更点の1つである。これは銃が破損した際、スライドが後方に飛び出すのを防ぐデザインである。大量の発砲を行うテストの際、スライド破損が頻発したため追加された。そのほか、トリガーを引いていないと撃針が動かなくなるファイアリングピン・ブロック、セーフティレバーを押し下げた状態ではレバー軸に内蔵されたストライカーが回転してハンマーと撃針とを物理的に遮断する機構など、M9は複数の内部安全装置を備えている。外部セーフティレバーは両手利き用で、射手の利き手に関わらず操作できる。

### M9A1アップデート
2006年、M9はM9A1にアップデートされた。最も大きな変更点は、ライトやレーザーを取り付けるためのピカティニー・レール（1スロット）が追加されたことである。そのほか、グリップ前後のチェッカリングがより深くなり、弾倉交換を容易にするためマグウェルに傾斜が加えられた。物理蒸着（PVD）でコーティングされた弾倉と共に納品される。PVD加工は、イラク戦争とアフガニスタン戦争のような砂漠地域での運用時の耐久性を付与するために採用されたものである。

### M9A3アップデート

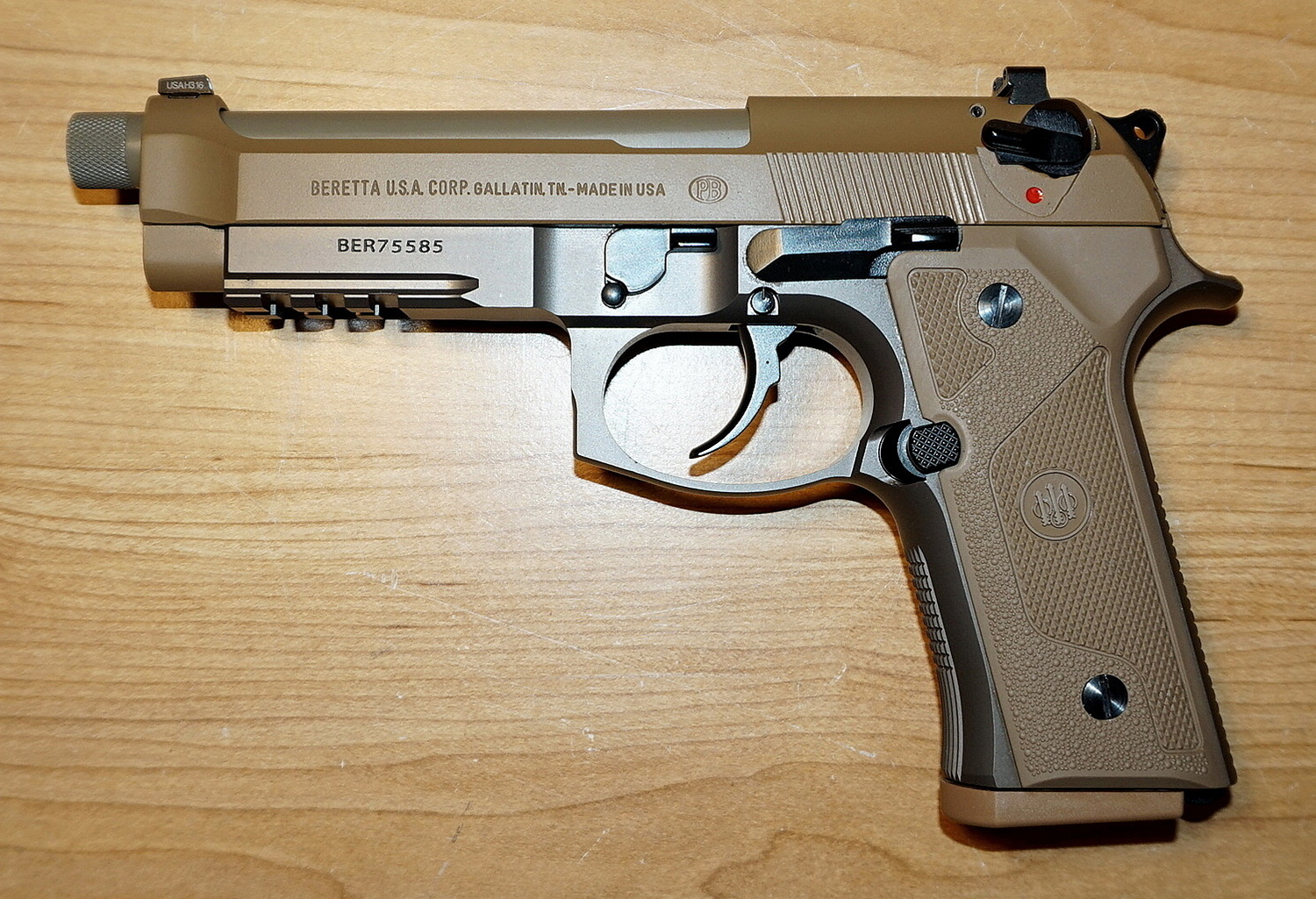
M9A3（アーストーン仕上げ）

2015年、M9はM9A3にアップデートされた（A2はコンセプトのみ）。M9A3で加えられた主な変更点は次のようなものである。後のA4と同様に米軍での制式採用を意識した製品名ではあるが、実際には制式採用はされていない民間向けモデルとなる。
- 17連発弾倉
- 3スロットのピカティニー・レール
- アーストーン仕上げ
- 薄く直線的なグリップ形状。取り回しを向上すると共に、コンシールドキャリーの際の隠蔽性を高めることを目的とした。
- 着脱可能なラップアラウンドグリップ。Vertecスタイルのものや従来のM9スタイルのグリップとも互換性がある[13]。
- 着脱可能な照準器。用途に応じて材質/形状の異なるものを取り付けられる。例えば、暗所で使うための発光ドットサイト、消音器と併用するための背の高い照準器などがある。
- ユニバーサルスライド。セーフティレバーをデコッカー・セーフティ兼用からデコッカーのみに変更できる。
- 弾倉は砂塵への耐久性を高め、またブラインドリロードに適する傾斜した形状に改められた。

また、材料が改められたため、M9A3は製造時のコストの面で従来のモデルよりも優れている

### M9A4アップデート
2021年、M9はM9A4にアップデートされた。主な変更点は以下の通りである。
- 18連発弾倉。
- Vertecタイプのストレートグリップ。
- 光学機器搭載用にスライド上部の一部がカットされ、オプティックプレートが付属。
- マニュアルセーフティを廃止しデコッキングオンリーに変更。

## M9 LR22
M9 22LRは、.22ロングライフル弾仕様のモデルで、作動方式や操作方法、分解方法はM9シリーズと同様である。M9 22LRは10連発/15連発弾倉、着脱可能な照準器、M9シリーズと互換性のあるグリップパネルを備える。

## 論争
M9としてアメリカ軍で広い配備が行われる以前、1987年の会計検査院の報告において、ベレッタ92SBのスライド破損が原因で海軍特殊戦部隊員が負傷したという問題が取り上げられ、その後行われた追加テストでも2件の破損が報告された。報告された事例には軍用および民生用のベレッタの双方が含まれ、いずれも大量の射撃を行った後に破損が起こっていた。その後の調査において、ベレッタ側はアメリカ軍が使用した弾薬がNATOで指定されたものよりも高圧で、これが原因であると報告した。一方、アメリカ陸軍ではイタリアで製造されたスライドに金属の靭性不足があり、これが原因であると報告した。その後、M9にはスライド破損による負傷を防ぐための設計変更が加えられた。その後、こうしたスライドの破損は報告されていない。

## 配備先

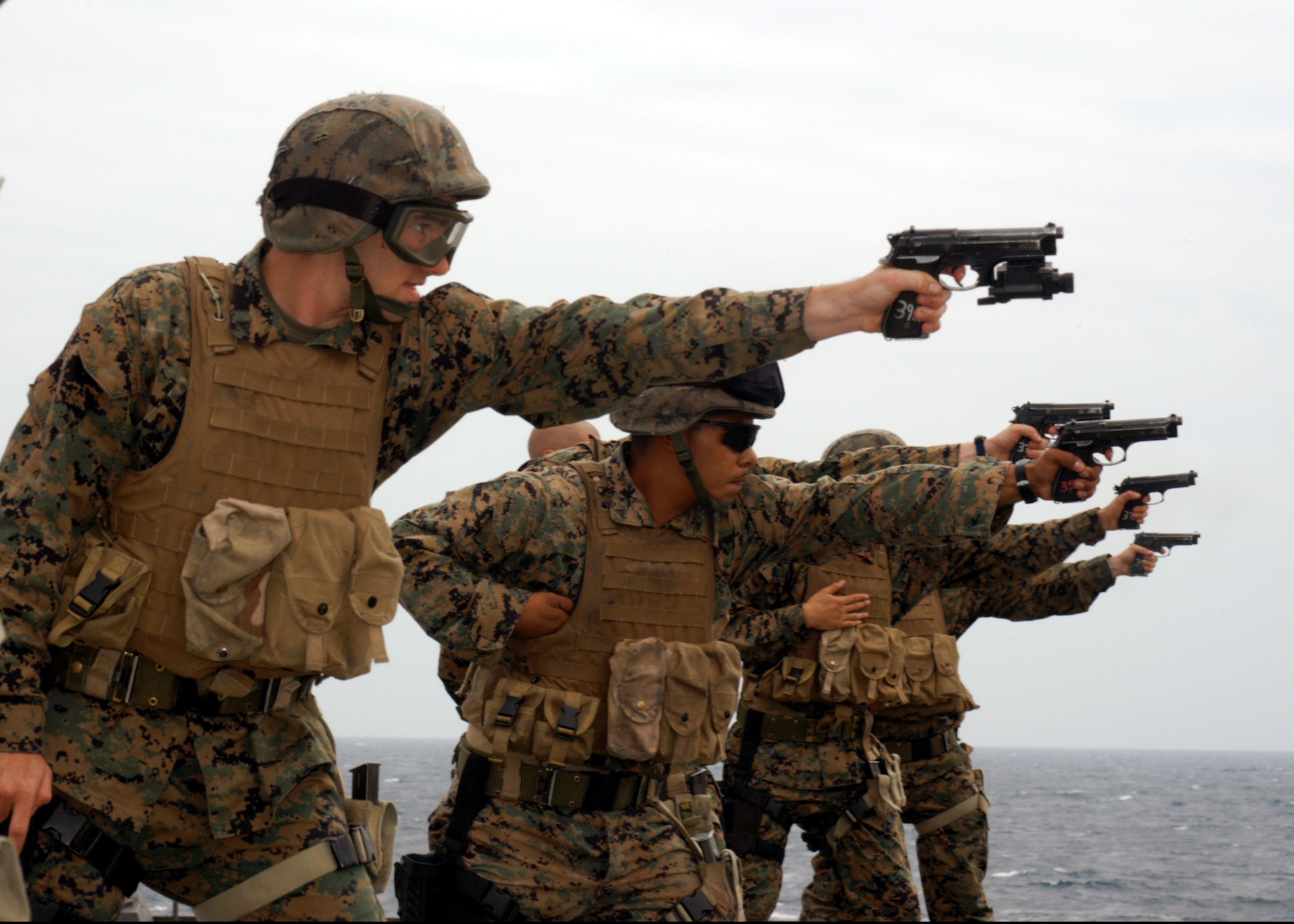
USSブルー・リッジの艦上でM9の射撃訓練を行う海兵隊員（2005年3月）

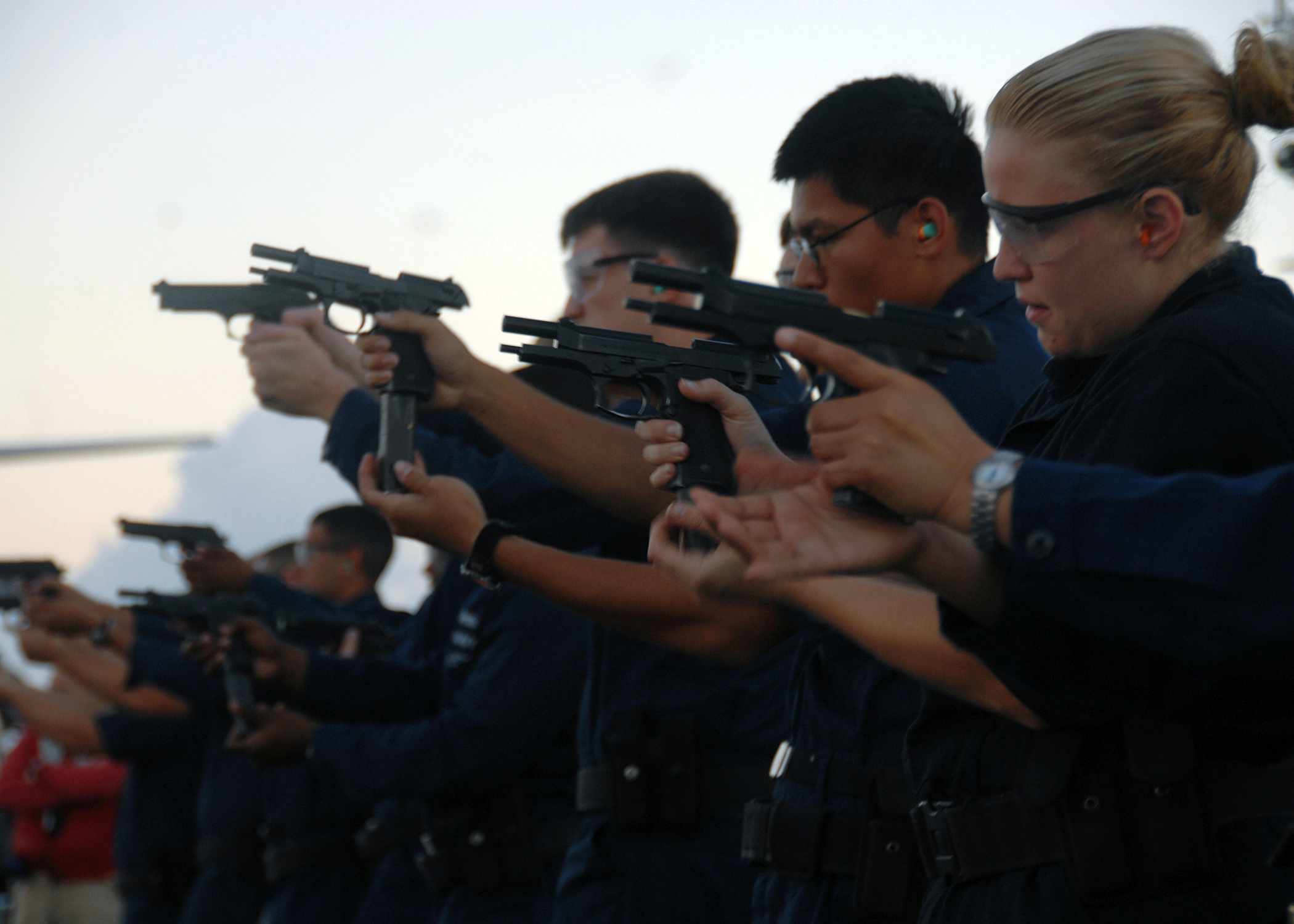
小火器の資格認定試験を受ける水兵

M9は、1985年以来、アメリカ海軍、陸軍、空軍の標準的なサイドアームであり、陸海軍のM1911A1、空軍のS&W .38スペシャル弾仕様リボルバーを更新した。M9A1は海兵隊で限定的な配備が行われた。大部分のM9およびM9A1は、2006年に発注されたものである。2009年のショット・ショーの際、ベレッタは5年以内に450,000丁のM9/M9A1をアメリカ軍に供給する契約を2億2,000万米ドルで結んだ旨を発表した。